# Sotsolfjäderstjärt
Sotsolfjäderstjärt (Rhipidura threnothorax) är en fågel i familjen solfjäderstjärtar inom ordningen tättingar.

## Utbredning och systematik
Sotsolfjäderstjärt delas in i två underarter:
- Rhipidura threnothorax threnothorax – förekommer på Nya Guinea, Aruöarna, Waigeo, Salawati och Misool
- Rhipidura threnothorax fumosa – förekommer på Yapen (Nya Guinea)

## Status
IUCN kategoriserar arten som livskraftig.